# Aljaška železnica
Aljaška železnica (Alaska Railroad, oznaka poročanja ARR) je železnica razreda II, ki upravlja tovorne in potniške vlake v zvezni državi Aljaska. Glavna železniška proga je dolga več kot 760 km in poteka med Sewardom na južni obali in Fairbanksom, blizu središča države in arktičnega kroga, poteka skozi Anchorage in narodnega parka Denali, kamor 17 % obiskovalcev prispe z vlakom. Železnica ima približno 1056 km tirov, vključno s stranskimi tiri, železniškimi postajami in odcepi, vključno z odcepom za Whittier, kjer železnica izmenjuje tovorne vagone s sosednjimi Združenimi državami prek železniških barž, ki plujejo med pristaniščem Whittier in Harbour Island v Seattlu.
Gradnja železnice se je začela leta 1903, ko je Alaska Central Railroad zgradila progo, ki se je začela v Sewardu in se je raztezala 80 km severno. Alaska Central je leta 1907 bankrotirala in je bila leta 1911 reorganizirana v Alaska Northern Railroad Company, ki je progo podaljšala še za 34 km proti severu. 12. marca 1914 se je ameriški kongres strinjal s financiranjem gradnje in obratovanja železniške proge za vse vremenske razmere od Sewarda do Fairbanksa in kupil železniško progo od Alaska Northern, ki se je znašel v finančnih težavah.
Ko je vlada začela graditi železnico, vredno 35 milijonov dolarjev, je odprla gradbeno mesto vzdolž Ship Creeka, sčasoma pa je nastal Anchorage, zdaj največje mesto v državi. Leta 1917 je vlada kupila ozkotirno železnico Tanana Valley, večinoma za svojo železnico v Fairbanksu. Železnica je bila dokončana 15. julija 1923, ko je predsednik Warren G. Harding odpotoval na Aljasko, da bi v Nenani slovesno zabil zlato konico. Lastništvo železnice je 6. januarja 1985 prešlo z zvezne vlade na zvezno državo Aljaska.
Leta 2022 je imel sistem 220.400 uporabnikov ali približno 200 na dan v tednu (podatek za prvo četrtletje leta 2022). Leta 2019 je podjetje ustvarilo 21,6 milijona USD dobička s prihodki v višini 203,9 milijona USD in je imelo 1,1 milijarde USD skupnih sredstev.

## Zgodovina
Leta 1903 je podjetje z imenom Alaska Central Railroad začelo graditi železniško progo, ki se je začela v Sewardu, blizu južne konice polotoka Kenai na Aljaski, proti severu. Podjetje je do leta 1909 zgradilo 82 km proge in šlo v stečaj. Ta progaje prevažala potnike, tovor in pošto do zgornjega rokava Turnagain. Od tam so blago odpeljali s čolni ob visoki plimi ter s pasjo vprego ali tovornim vlakom v Eklutno in dolino Matanuska-Susitna.
Leta 1909 je drugo podjetje, Alaska Northern Railroad Company, kupilo železniško progo in jo podaljšalo še 34 km proti severu. Z novega konca so blago vozili po Turnagain Armu v majhnih čolnih. Alaska Northern Railroad je šla v stečaj leta 1914.
Približno v tem času je vlada Združenih držav načrtovala železniško progo od Sewarda do mesta Fairbanks v notranjosti. Predsednik William Howard Taft je leta 1912 pooblastil komisijo za pregled poti. Proga naj bi bila dolga 1056 km in bi zagotavljala pot do notranjosti v vseh vremenskih razmerah.
Leta 1914 je vlada kupila Alaska Northern Railroad in preselila njen sedež v Ship Creek, v mesto, ki je kasneje postalo Anchorage. Vlada je začela širiti železniško progo proti severu.
Leta 1917 je bila železnica Tanana Valley v Fairbanksu na robu bankrota. Imela je majhno 72 km dolgo s tirno širino 914 mm) (ozkotirno) progo, ki je oskrbovala mesta Fairbanks in rudarske skupnosti na tem območju ter pristanišča za čolne na reki Tanana blizu Fairbanksa.
Vlada je kupila železnico Tanana Valley Railroad, predvsem zaradi terminalov. Odsek med Fairbanksom in Happyjem je bil spremenjen v dvotirno, da bi dokončali standardno tirno progo širine 1435 mm od Sewarda do Fairbanksa. Vlada je podaljšala južni del proge do Nenane in kasneje preoblikovala razširitev v standardno tirno širino. Aljaška železnica je še naprej upravljala preostalo ozkotirno progo TVRR kot vejo Chatanika (končna postaja je bila blizu reke Jukon), dokler je leta 1930 niso razgradili.
Leta 1923 so zgradili 213 m dolg most Mears Memorial Bridge čez reko Tanana pri Nenani. To je bila zadnja povezava na železnici na Aljaski in takrat je bil to drugi najdaljši jekleni železniški most z enim razponom v državi. Ameriški predsednik Warren G. Harding je 15. julija 1923 na severni strani mostu zabil zlato konico, ki je simbolno dokončala železnico. Železnica je bila del Ministrstva za notranje zadeve ZDA.
Prva dizelska lokomotiva Alaska Railroad je začela obratovati leta 1944. Železnica je leta 1966 umaknila svojo zadnjo parno lokomotivo.
Leta 1958 je bila kupljena bodoča postaja Clear Air Force Station in približno12 km proge je bilo preusmerjene, kasneje pa je bila zgrajena odcepna točka za dostavo premoga v njeno elektrarno. Clear je približno 15 kilometrov južno od Nenane in Mears Memorial Bridge čez reko Tanana, ki teče mimo Cleara.
Železnico je močno prizadel potres na Veliki petek, ki je prizadel južno Aljasko leta 1964. Odcep in tir okoli Sewarda sta se upognila, tir vzdolž Turnagain Arma pa so poškodovale poplavne vode in zemeljski plazovi. Trajalo je nekaj mesecev, da se je vzpostavila popolna storitev vzdolž proge.
Leta 1967 je bila železnica prenesena na Federal Railroad Administration, agencijo znotraj novoustanovljenega Ministrstva za promet Združenih držav Amerike.
6. januarja 1985 je zvezna država Aljaska kupila železnico od vlade ZDA za 22,3 milijona dolarjev, na podlagi ocene, ki jo je določilo Združenje železnic ZDA. Država je takoj vložila več kot 70 milijonov dolarjev v izboljšave in popravila, ki so nadomestila leta odloženega vzdrževanja. Kupoprodajna pogodba družbi Alaska Railroad prepoveduje plačilo dividend ali drugačno vračilo kapitala v zvezno državo Aljaska, za razliko od drugih kvazi-družb v državi: Alaska Permanent Fund, Alaska Housing Finance Corporation in Alaska Industrial Development and Export Authority.

## Predlagana širitev na Aljaski

### Podaljšek severne železnice do križišča Delta
Od aprila 2010 je načrtovana razširitev železnice od Fairbanksa do Delta Junctiona, ki je bila predlagana že leta 2009. Prvotno naj bi bila razširitev končana do leta 2010, vendar se je gradnja glavnega mostu čez reko Tanana komaj začela, gradnja proge pa se še ni začela. Predlagani državni proračun Aljaske za leto 2011 bi zagotovil 40 milijonov dolarjev financiranja za most, ki bi bil sprva za uporabo v vozilih, vendar bi podprl vlake Alaska Railroad, ko se bo začela gradnja tira do Delta Junction. Ministrstvo za obrambo Združenih držav bi zagotovilo dodatnih 100 milijonov dolarjev sredstev, saj bi most in kasnejša železniška proga omogočila celoletni dostop do utrdbe Fort Greely in Joint Tanana Training Complex. Slovesnost polaganja temeljev za most čez reko Tanana je potekala 28. septembra 2011. Nov most je bil odprt (samo za vojaški cestni promet) leta 2014.

### Point MacKenzie Line
21. novembra 2011 je Surface Transportation Board odobril gradnjo nove 40 km dolge proge med Port MacKenzie in obstoječo glavno progo v Houstonu na Aljaski.

### Primestni železniški promet Anchorage
Obstajajo načrti za zagotavljanje primestnih železniških storitev znotraj metropolitanskega območja Anchorage (Anchorage do doline Mat-Su prek reke Eagle, sever Anchorage do južnega Anchoragea), vendar to zahteva polaganje dodatnih tirov zaradi težkega voznega reda tovora.
Leta 2003 je bila zgrajena proga do mednarodnega letališča Ted Stevens, skupaj z depojem na letališču, vendar proga nikoli ni imela rednega prometa. Ni odprto za javnost, vendar lahko družbe za križarjenje najamejo vlake do letališča, da pripeljejo potnike do ladij za križarjenje. Alaska Railroad trenutno daje v najem letališko skladišče, uradno poimenovano po Billu Sheffieldu, državljanom za zasebne dogodke, vključno s konferencami, seminarji in poslovnimi dogodki.

### Predlagana povezava z 48 sosednjimi državami
Leta 2001 je z zvezno zakonodajo, ki jo je sponzoriral ameriški senator Frank Murkowski (R-Aljaska in kasneje državni guverner Aljaske), ustanovljena dvostranska komisija za preučitev izvedljivosti izgradnje železniške povezave med Kanado in Aljasko; Kanada je bila zaprošena, da sodeluje, vendar se kanadska zvezna vlada ni odločila pridružiti komisiji in dodeliti sredstev za študijo. Teritorialna vlada Yukona je pokazala nekaj zanimanja.
Komisija je v poročilu iz junija 2006 kot vozlišče priporočila Carmacks v Yukonu. Proga bi šla proti severu do Delta Junction na Aljaski (severni konec tira Alaska Railroad). Druga proga bi šla od Carmacksa do Hazeltona v Britanski Kolumbiji (ki jo uporablja CN) in ta proga bi šla na poti skozi Watson Lake, Yukon in Dease Lake, Britanska Kolumbija. Tretja linija bi potekala od Carmacksa do Hainesa ali Skagwaya na Aljaski (slednji v bližini mesta Whitehorse v Yukonu, ki ju povezuje 914 mm široka proga (ozkotirna) White Pass in Yukon Route Railroad), čeprav danes White Pass & Yukon poteka le do severa do Carcrossa v Yukonu, ker je bila celotna proga leta 1982 pod embargom in storitev ni bila popolnoma obnovljena.
Po propadu nesrečnega cevovoda Keystone je bila kot alternativa ponovno vzpostavljena železniška povezava Alaska Canada Rail Link (ACRL). Novembra 2015 je National Post poročal, da kanadska zvezna vlada ponovno razmišlja o povezavi med južnimi provincami in železnico na Aljaski, tokrat v Alberti. V tem scenariju bi pot izvirala iz Delta Junctiona na Aljaski in bi kot vozlišče uporabljala Carmacks v Yukonu, kot v prejšnjih načrtih. Pot bi nadaljevala mimo jezera Watson v Yukonu pred vstopom v Britansko Kolumbijo, kjer bi se ustavila v Fort Nelsonu v Britanski Kolumbiji. Nadaljeval bi do reke Peace River v Alberti z južnim koncem v Fort McMurrayju. Traso je potrdila Assembly of First Nations. Ni jasno, ali bo ta železniška povezava kdaj razširjena, da bo služila tudi potnikom, kot je železnica na Aljaski.
25. septembra 2020 je takratni predsednik Donald Trump napovedal, da bo izdal predsedniško dovoljenje korporaciji za razvoj železnic Alaska-Alberta (A2A Railway), ki ima z Alaska Railway pogodbo o razvoju skupnega operativnega načrta za železniško povezavo s Kanado. Predlagana železnica A2A bi se povezala z Aljaško železnico na Severnem tečaju na Aljaski in tekla skozi Yukon do Fort Nelsona v BC in od tam do končne postaje v Fort McMurrayju v Alberti. Železnica A2A se je tudi pogajala z okrožjem Mat-Su o dogovoru o dokončanju razširitve železniške proge Port Mackenzie.

## Linije in turizem
Železnica je poleti glavna turistična atrakcija. Vagoni imajo široka okna in kupole. Potniški vagoni v lasti večjih križarjenj se vlečejo za tistimi Alaska Railroad, potovanja pa so vključena v različne pakete križarjenj.

### Linije
- Denali Star vozi od Anchoragea do Fairbanksa [19] (približno 12 ur v eno smer) in nazaj s postanki v Talkeetni in narodnem parku Denali, od koder so na voljo različni izleti z letali in avtobusi. Denali Star deluje le med 15. majem in 15. septembrom. Čeprav je potovanje dolgo le približno 573 km, traja 12 ur, saj se poti vijejo skozi gore in doline; najvišja hitrost vlaka je 95 km/h, včasih pa lebdi 48 km/h.
- Zimski vlak Aurora je na voljo v zimskih mesecih (15. september - 15. maj) po skrajšanem voznem redu samo ob koncu tedna (na sever, sobota zjutraj; na jug, nedelja zjutraj) med Anchorageom in Fairbanksom na isti poti kot Denali Star.[20]
- Coastal Classic se vije proti jugu od Anchoragea vzdolž Turnagain Arma, preden zavije proti jugu do polotoka Kenai in na koncu doseže Seward. To 183 km dolgo potovanje traja približno štiri ure in pol zaradi počasne poti, ko se proga vije čez gore.
- Glacier Discovery ponuja kratko (2 uri) potovanje južno od Anchoragea do Whittierja za kratek postanek, preden obrne smer in se ustavi v Grandviewu, preden se zvečer vrnete v Anchorage.
- Hurricane Turn zagotavlja železniške storitve ljudem, ki živijo med Talkeetno in območjem Hurricane. To območje nima cest, železnica pa je rešilna bilka za prebivalce, ki so odvisni od storitev pri pridobivanju hrane in zalog. Ena zadnjih železniških prog v Združenih državah Amerike, kjer se lahko potniki vkrcajo na Hurricane Turn kjer koli na progi z mahanjem z veliko belo zastavo ali krpo.
- Odcep, ki zagotavlja storitve do mednarodnega letališča Ted Stevens Anchorage, se v poletni sezoni uporablja samo za udeležence križarjenj. Začasno je bil aktiviran med konvencijo Aljaske federacije domorodcev (AFN) leta 2006, da bi delegatom omogočil množični prevoz od letališča do hotela.

## V popularni kulturi
- Železnica na Aljaski je bila vidno predstavljena v filmu Pobegli vlak.
- Družina Simpson se vozi po aljaški železnici v The Simpsons Movie.
- Železnica je omenjena v filmu Balto iz leta 1995.
- Železnica je tema resničnostne televizijske serije iz leta 2013 z naslovom Railroad Alaska na Destination America.